# Calife
« Khalife » redirige ici. Pour le nom de famille, voir Khalifé.
Le terme calife, khalife ou caliphe est une romanisation de l'arabe khalîfa (ḫalīfat, خَلِيفَة, ), littéralement « successeur » (sous-entendu « de Mahomet »), terme dérivé du verbe khalafa (ḫalafa, خَلَفَ) signifiant « succéder », titre porté par les successeurs de Mahomet après sa mort en 632 et, pour les sunnites, jusqu'à l'abolition de cette fonction par Mustafa Kemal Atatürk en 1924 ou jusqu'à l'exil forcé de Hussein ben Ali (1925),.
Le calife a pour rôle de garder l'unité de l'islam et tout musulman lui doit obéissance : c'est le dirigeant de l’oumma, la communauté des musulmans. Il porte ainsi le titre de commandeur des croyants, titre aboli chez les chiites après la mort d'Ali. Actuellement, le roi du Maroc porte encore le titre de commandeur des croyants,.
Les critères de choix sont différents chez les chiites et les sunnites : pour les sunnites, la fonction est élective ; les chiites pensent à l'inverse que, si un calife doit être choisi, il devra l'être selon le principe de l'imamat. L'actuel et unique prétendant des chiites duodécimains est Muhammad al-Mahdi, en occultation depuis 939 et qui n'est autre que le Mahdi. Les ibadites ne reconnaissent plus aucun calife depuis 657.
L'autorité d'un calife s'étend sur un califat.

## Historique

### Les «bien guidés»
Selon l'historiographie musulmane, à la mort de Mahomet en 632, l'entourage de celui-ci nomme comme successeur à la tête des musulmans le premier calife, Abou Bakr, qui poursuit la conquête de la péninsule Arabique. À sa mort en 634, son premier ministre Omar lui succède. Celui-ci conquiert la Palestine, la Mésopotamie, l'Égypte et la Perse ; en 644, il est poignardé par un ancien esclave perse. Avant de mourir, il désigne un comité de six hommes qui doivent choisir parmi eux le troisième calife, Othman (644-656). Le quatrième calife est `Alî (656-661). Ces quatre premiers califes sont nommés « les califes bien guidés ».

### Le schisme et la crise de légitimité du calife

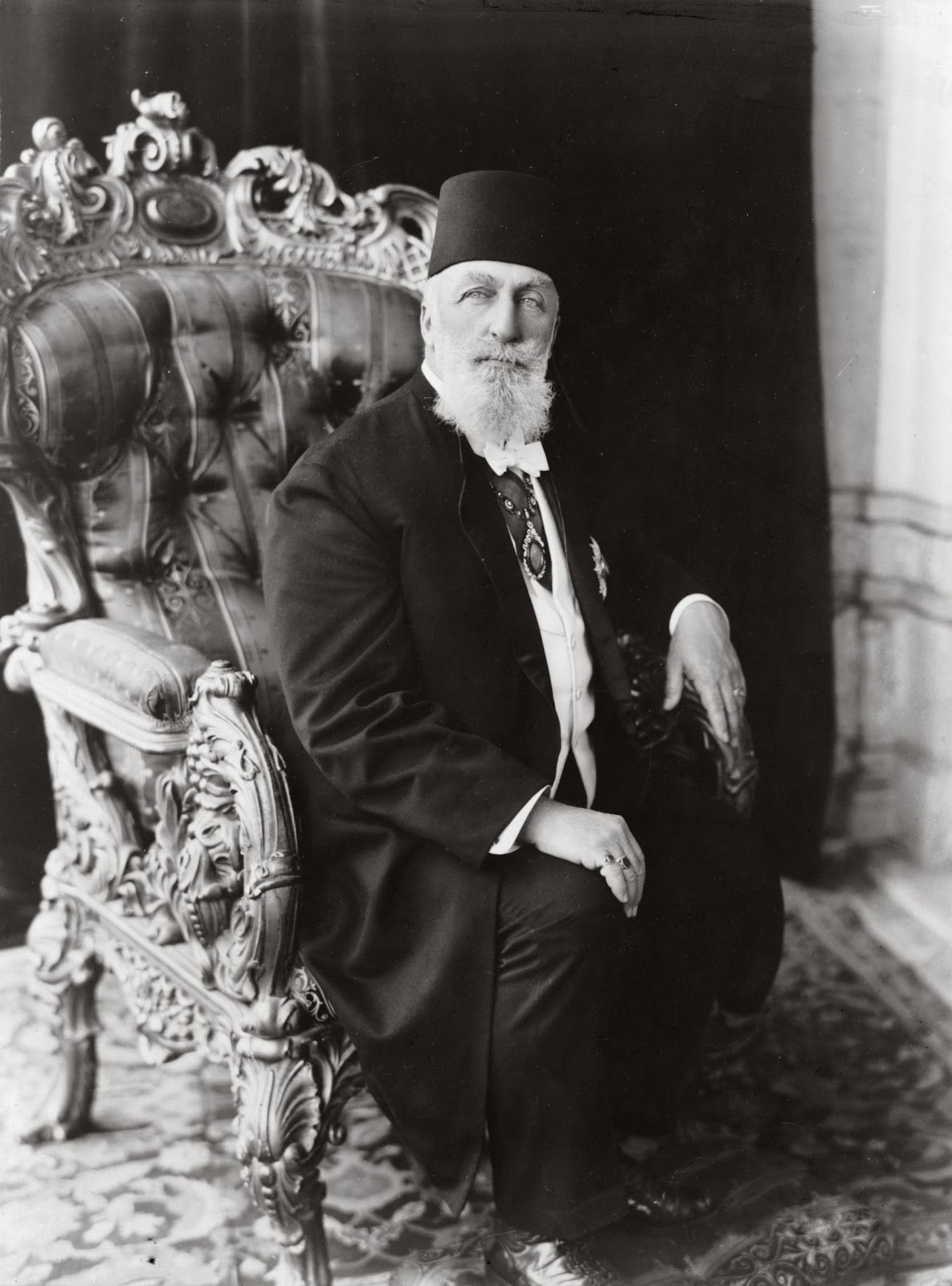
Portrait du dernier calife Abdülmecit II.

Le califat uni prend fin avec le règne d'`Alî, le quatrième calife, qui fait face à une vague de contestation menée par le charismatique Mu`awîya, ancien scribe du Prophète lui-même nommé calife par ses partisans. Tous deux s'affrontent finalement en 657 à la bataille de Siffin, qui scelle le premier schisme de l'Islam, entre ceux qui sont plus tard appelés sunnites, chiites (partisans d'`Alî) et kharidjites (qui se retirent de la délibération). Les deux principales subdivisions ont par la suite chacune leur calife, et parfois plusieurs au gré des scissions politiques de leur empire : plus aucun calife ne retrouve jamais la légitimité des premiers sur l'ensemble de l'oumma.
Les califes sont d'abord élus mais, dès la fin du Ier siècle de l'hégire, Muawiya Ier (ou Moavian, Muawiyya), le premier calife omeyyade, abolit l'élection et rend le califat héréditaire dans sa famille : ce titre devient donc rapidement dynastique. La première de ces dynasties est celle des Omeyyades (issus de Mu`awîya), qui choisissent Damas comme capitale et donnent ainsi son nom au califat. Vient ensuite celle des Abbassides (califat homonyme), qui portent leur siège à Bagdad. Ceux-ci voient leur autorité contestée et la proclamation de califats concurrents (fatimide au Caire, omeyyade exilé à Cordoue, dans le nouvel État d'Al-Andalus), si bien que, dès le IXe siècle, à peine plus de deux cents ans après l'hégire, le monde musulman est divisé en trois califats indépendants.
On distingue trois principaux califats pendant le Moyen Âge :
1. Celui d'Orient, dont le siège est d'abord à Médine au cours des trois premiers califats, ensuite à Koufa en Irak jusqu'à la mort d'Ali, puis à Damas sous la famille des Omeyyades, et à Bagdad sous celle des Abbassides ; il dure 626 ans (632-1258) ; califat unique à ses débuts, certains territoires s'affranchissent par la suite de son autorité en se constituant comme califats concurrents ;
2. Celui des Fatimides, qui est fondé en 909 par Ubayd Allah al-Mahdi, descendant de Fatima, fille de Mahomet, et qui est renversé en 1171 par Saladin ;
3. Celui de Cordoue, proclamé en 929 par Abd al-Rahman III, issu d'un émirat fondé dans l'Al-Andalus en 756 par Abd al-Rahman Ier, de la famille des Omeyyades, et démembré en 1031.

Les califes perdent toute puissance temporelle depuis la création de l'emir-al-omrah (935). Il y a pourtant des califes jusqu'en 1516, année où le sultan ottoman Selim Ier se fait céder le califat par le dernier abbasside, Al-Mutawakkil III. Selim Ier fait transporter les reliques de Mahomet et des quatre premiers califes à Constantinople comme symboles de sa position califale.
L'autorité califale est à partir de cette date assurée par la dynastie ottomane jusqu'à ce que Kemal Atatürk abolisse le califat en 1924, deux ans après avoir aboli le sultanat. Le 101e et dernier calife ottoman est Abdülmecid II, qui s'exile en France. Il meurt en août 1944 à Paris, puis est enterré à Médine.

## Tentatives de rétablissement récentes du califat

### AuXXesiècle
Au début du XXe siècle, beaucoup de musulmans, en particulier les musulmans des Indes et du Moyen-Orient, veulent voir le chérif de La Mecque Hussein ben Ali prendre la fonction de calife. Celui-ci devient célèbre après avoir lancé la Grande révolte arabe contre l'Empire ottoman, en particulier contre le gouvernement des Jeunes-Turcs, en 1916-1918. Après le succès de sa révolte à la fin de la Première guerre mondiale, il s'éloigne des puissances occidentales, particulièrement des Britanniques, après la déclaration Balfour prévoyant la création d'un foyer national juif en Palestine. À son propos, il déclare qu'il ne peut « mettre son nom sur un document attribuant la Palestine aux sionistes et la Syrie à des étrangers ». Bien qu'il revendique le califat dès 1916, il ne se proclame pas calife tant que le califat ottoman existe, pour éviter de diviser la Oumma. Après l'abolition du califat ottoman, la voie est libre, car il n'existe plus de calife dans l'islam. Il est proclamé calife en mars 1924 par les oulémas de La Mecque, et est soutenu par une majorité de la population musulmane du Levant,,, et par Mehmet VI, l'avant dernier calife ottoman. Cependant, il perd la guerre l'opposant à Abdelaziz ibn Saoud, soutenu par les Britanniques, et quitte le Royaume du Hedjaz en exil avant d'être emprisonné à Chypre par les Britanniques. Après sa mort, il est enterré comme calife dans la madrasa al-Arghuniyya, sur l'Esplanade des Mosquées (al-Ḥaram aš-Šarīf). Son fils ne reprend pas le titre califal.
De son côté, Abdelaziz ibn Saoud supprime alors le poste de chérif de La Mecque et se proclame lui-même gardien des Deux Saintes Mosquées, mais il ne revendique pas le titre de calife, notamment car il ne descend pas de Mahomet,.
Le roi d'Égypte Fouad Ier songe également à reprendre le califat, mais ne parvint jamais à trouver une légitimité suffisante en dehors de son pays. Certains souverains comme le roi du Maroc possèdent également un pouvoir spirituel dans leur pays en tant que « commandeur des croyants » (amir al mouminine), mais ce pouvoir demeure strictement national.

### De nos jours
De nos jours, certains musulmans[Lesquels ?] sont encore favorables au rétablissement du califat, même si son pouvoir ne serait en rien comparable à celui de la papauté actuelle. En effet, le calife serait le représentant des musulmans sur les plans à la fois politique et religieux, et, à la différence de ce qui est le cas pour le catholicisme, n'aurait pas pour rôle principal de définir le magistère (notion inexistante en islam) et l'unité de la foi, comme le fait le pape. Cela entraînerait théoriquement la création d'une nation de 1 milliard d'habitants, s'étendant potentiellement du Maghreb à l'Indonésie. Le principal obstacle à un retour du califat est l'éclatement religieux de l'Islam : aucun chef spirituel d'aucun courant de l'islam ne saurait avoir une légitimité suffisante pour être reconnu à la fois par les chiites, les sunnites, les kharidjites et les ibâdites et leurs multiples subdivisions. Mais il ne faut pas oublier que les califes omeyyades, abbassides et ottomans ne furent jamais reconnus par des non-sunnites, tout comme les califes fatimides (qui régnaient à la même époque que les califes abbassides) ne furent jamais reconnus par des non-ismaéliens. Par ailleurs, les chefs religieux charismatiques des différents pays musulmans sont animés de divergences religieuses associées à des luttes de pouvoir bien trop antagonistes pour laisser supposer qu'une quelconque unité politique et religieuse puisse en émerger à moyen terme.
Le 29 juin 2014, l'État islamique en Irak et au Levant revendique le rétablissement du califat avec l'émir Abou Bakr al-Baghdadi al-Husseini al-Qurashi comme calife. Celui-ci prend comme nom de règne Abou Bakr, en lieu et place de son vrai nom, Ibrahim Awwad, dit Abou Doua, sans toutefois obtenir la reconnaissance de la plupart des autorités musulmanes, qui estiment que seule la volonté générale de l'oumma peut permettre sa restauration. Après sa mort le 27 octobre 2019 lors d'un assaut des forces spéciales des États-Unis, la place redevient libre mais elle est rapidement attribuée à Abou Ibrahim al-Hachimi al-Qourachi, un autre terroriste, jusqu'au 3 février 2022, date de sa mort lors d'un raid américain.
Henry Laurens, historien du monde arabe au Collège de France, parle à ce propos d'« invention de la tradition » au sens où « ce califat est aussi imaginaire que la façon dont Hollywood représente le Moyen Âge […] on est en plein imaginaire de seconde zone […] puisque ça n'a rien à voir avec la réalité historique du califat ».

## Source partielle
Marie-Nicolas Bouillet  et Alexis Chassang (dir.), « Calife » dans Dictionnaire universel d’histoire et de géographie, 1878 (lire sur Wikisource).